# Breuvannes-en-Bassigny
Breuvannes-en-Bassigny – miejscowość i gmina we Francji, w regionie Grand Est, w departamencie Górna Marna.
Według danych na rok 1990 gminę zamieszkiwało 727 osób, a gęstość zaludnienia wynosiła 15 osób/km².

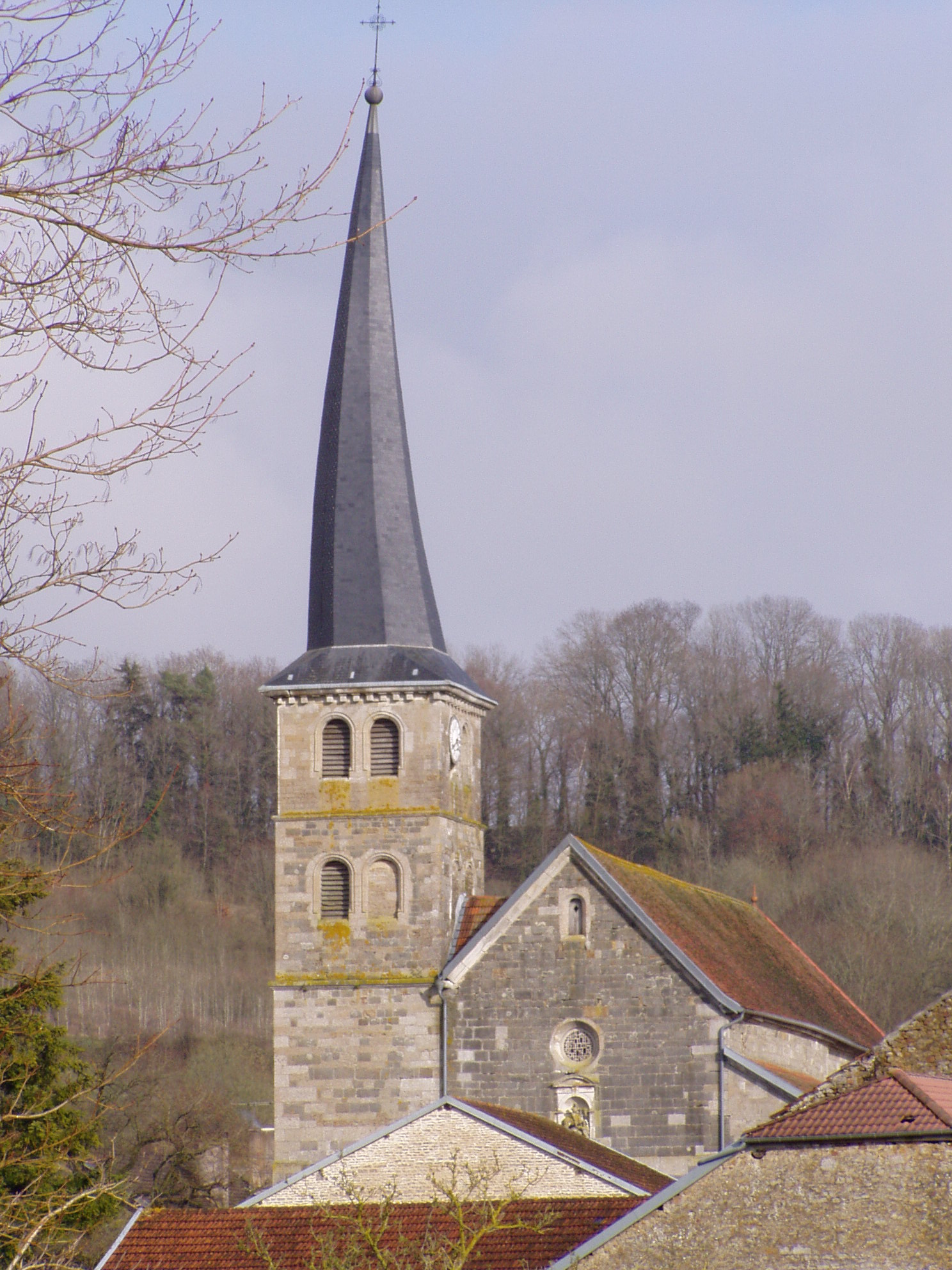
Kościół z krzywą wieżą w Breuvannes-en-Bassigny, 2008